# Macrojoppa laeva
Macrojoppa laeva är en stekelart som först beskrevs av Morley 1915.  Macrojoppa laeva ingår i släktet Macrojoppa och familjen brokparasitsteklar. Inga underarter finns listade i Catalogue of Life.